# バンドリーダー
バンドリーダー (bandleader) は、バンドを主導するリーダーであり、スモール・コンボからビッグバンドまで、ジャズ、ブルース、リズム・アンド・ブルース、ロックンロールなどのポピュラー音楽を演奏するグループについて広く一般的に用いられる。
ただし、「多数のミュージシャンたちの集団を主導する者 (a person who leads a large group of musicians)」と定義されることもあり、特にビッグバンドなど比較的大人数の楽団への言及で用いられる。また、「バンドを指揮する者 (someone who conducts a band)」と定義されることもあり、特に「ダンスバンド (dance band)」や「ジャズバンド (jazz band)」について用いられるともされる。

## 表記
英語では通常は「bandleader」と1単語として綴られるが、「band leader」と2単語で綴られることもある。日本語でも「バンド・リーダー」と（中黒を付けて）表記する場合がある。

## バンドリーダーの役割
バンドリーダーは、バンドの編成を決め、編曲や選曲をして、音楽スタイルを決定し、おもだった楽器のひとつを演奏したり、音楽プロデューサーの役割を引き受けたり、バンドに名前を付けたりすることもできる。リーダーとなる者は、起業家精神を持った人物であることが多い。
このような伝統的なバンドリーダーの役割は、その後、多様化しており、特定のアーティストのコンサートツアーのためにバンドを編成する者や、テレビ番組などのためにハウスバンドを組む者もいる。
バンドリーダーは、音楽的な側面の責務だけでなく、ライブやリハーサルのための場所の確保、スケジュール確認、マネジメント・スタッフや法務関係を含むアドバイザーの雇用、レコードレーベルなどとの折衝などにも責任をもつことになる。
バンドリーダーは、普通はバンドの雇用主であり、公演の主催者や、テレビ局/ラジオ局などとの間に請負の契約を結ぶ。ただし、放送局専属の楽団や、特定の施設で継続的に演奏を提供するために専属契約を結ぶ、いわゆる「ハコバン」の場合などは、雇用される側、雇われる立場での使用従属関係が成立する。

## バンドリーダーとバンドの名称
バンドリーダーが率いる楽団は、しばしばリーダーの個人名を冠した名称を用いる。カウント・ベイシー・オーケストラのように、古いバンドの中には、元々のバンドリーダーが死去した後も永くバンドリーダーの名前で活動を続けているものもある。
バンドの名称は、バンドリーダーの名前から命名されることも多いが、バックバンドにバンドリーダーの名前とは異なる独自の名称が付けられることもある（例えば、ブルース・スプリングスティーンとEストリート・バンド、エルヴィス・コステロとジ・アトラクションズなど）。
グレン・ミラー・オーケストラのように、バンドリーダーが他のメンバーを雇っている場合は、バンド名はバンドリーダーに帰属するとされ、名称に係るパブリシティ権等の諸権利はバンドリーダーのものと見なされる。これは個人名が、バンド名に含まれている場合に限られたことではない。

## フロントマン
小規模なバンドでは、しばしば、フロントマンと呼ばれる、バンド内で重要な位置を占めるメンバーがいる。フロントマンは、必ずしも楽器を演奏せず、舞台の前面に立って、通常は歌うことに専念している。
ローリング・ストーンズのミック・ジャガー、クイーンのフレディ・マーキュリーやその跡を引き継いだアダム・ランバート、また、RCサクセションの忌野清志郎などは、フロントマンとして言及される例である。

## 関連文献
- Whiteman, Paul and Lieber, Leslie How to Be a Bandleader (New York City: Robert M. McBride & Company, 1948)